# Lone Kristoffersen
Lone Kristoffersen (* 20. November 1961 in Glostrup) ist eine dänische Curlerin. 
Ihr internationales Debüt hatte Kristoffersen bei der Junioreneuropameisterschaft 1983 in Helsingborg, wo sie die Goldmedaille gewann. 
Kristoffersen spielte als Second der dänischen Mannschaft bei den XV. Olympischen Winterspielen 1988 in Calgary im Curling. Die Mannschaft belegte den sechsten Platz.

## Erfolge
- Junioreneuropameisterin 1983
- 3. Platz Weltmeisterschaft 1990